# Metopistis erschoffi
Metopistis erschoffi là một loài bướm đêm trong họ Noctuidae.